# Stedenbond
Een stedenbond is een bondgenootschap of samenwerkingsverband tussen een aantal steden, vaak stadstaten, om gemeenschappelijke sociaal-economische, politiek-militaire of culturele belangen te behartigen. In de geschiedenis zijn er tal van dit soort stedenbonden geweest, vaak bekend onder hun Griekse naam met een hoofdtelwoord (ter indicatie van het aantal leden) en eindigend op -polis (πολις, "stad").
Met polis in de naam:
- Tripolis (Τρίπολις, "Drie steden") kan verwijzen naar:
  - Tripolitanië, een antieke driestedenbond aan de Middellandse Zeekust van West-Libië.
- Pentapolis (Πεντάπολις, "Vijf steden") kan verwijzen naar vijf verschillende vijfstedenbonden:
  - Adriatische Pentapolis (554 – ca. 752 n.Chr.) aan de Adriatische Zeekust van Italië.
  - Cyrenaicische Pentapolis (ca. 4e eeuw v.Chr. – 7e eeuw n.Chr.) aan de Middellandse Zeekust van Oost-Libië (Cyrenaica).
  - Filistijnse Pentapolis (12e–9e eeuw v.Chr.) aan de Middellandse Zeekust van Palestina.
  - Mozabitische Pentapolis in de M'Zab-vallei in Algerije.
  - Pentapolitana (15e–19e eeuw) van koninklijke vrijsteden in Oost-Slowakije.
- Dorische hexapolis (Δωρικὴ Ἑξάπολις of Δωριέων Ἑξάπολις, "Dorische zes steden") in de klassieke oudheid aan de Egeïsche Zeekust in Carië.
- Dekapolis (Δεκάπολις, "Tien steden") kan verwijzend naar:
  - Syrische Dekapolis, een tienstedenbond in Syrië (64 v.Chr. – 117/135 n.Chr.)
  - De Tienstedenbond (Duits: Zehnstädtebund of Dekapolis; Frans: Décapole) in de Elzas (14e–15e eeuw).
- Etruskische Twaalfstedenbond (Δωδεκάπολις, Dodekapolis): een omstreden stedenbond die zou zijn gesticht in de 6e eeuw v.Chr. in Noord-Italië.

Andere stedenbonden:
- Achaeïsche Bond (5e–4e eeuw v.Chr.; 280–146 v.Chr.) twee Oud-Griekse stedenbonden met dynamisch lidmaatschap.
- Azteekse Driebond (1427–1521), ook wel het Azteekse Rijk, een alliantie van drie stadstaten gedomineerd door Tenochtitlan in de Vallei van Mexico.
- Cinque Ports ("Vijf Havens"), een Engelse middeleeuwse stedenbond van vijf grote en enkele kleinere havensteden in Kent en Sussex.
- Delische Bond (479–404 v.Chr.), ook wel Delisch-Attische Bond of Attische Zeebond, een bondgenootschap van Oud-Griekse poleis onder leiding van Athene. Een Tweede Delisch-Attische Zeebond bestond van 378 tot 338 v.Chr.
- De Hanze der XVII steden was een handelsverbond van zeventien Zuid-Nederlandse steden, gevormd op de jaarmarkten van Champagne.
- Duitse Hanze (12e eeuw–1669), een economisch samenwerkingsverband van een groot aantal Europese steden, vooral in de Lage Landen, Noord-Duitsland en langs de Oostzee.
- Keulse Confederatie (1367–1385), een militaire bond van Hanzesteden tegen Denemarken en Noorwegen.
- Korinthische Bond (338–322 v.Chr.), een bondgenootschap van Oud-Griekse poleis onder leiding van Macedonië.
- Veronese Liga (1164-1167), een verbond van antikeizerlijke steden in Noord-Italië
- Lombardische Liga (1167–1250), een verbond van antikeizerlijke steden in Noord-Italië.
- Opper-Lausitzer Zesstedenbond (1346–1815) in Opper-Lausitz.
- Peloponnesische Bond (6e eeuw–338 v.Chr.), een bondgenootschap van Oud-Griekse poleis onder leiding van Sparta.
- Pruisische Bond (1440–1466), verbond van 53 edelen en 19 steden tegen de Duitse Orde.
- Wendische stedenbond (vanaf 1259), een alliantie van Hanzesteden.
- Zwabische Stedenbond (1331–1389), een militair verbond van Rijkssteden om hun (voor)rechten te beschermen.